# 멜트다운 (버그)

멜트다운(Meltdown, "붕괴")은 인텔 x86 마이크로프로세서, IBM 파워 마이크로프로세서 및 일부 ARM 기반 마이크로프로세서에 영향을 주는 하드웨어 취약점이다. 멜트다운 버그는 마이크로프로세서가 컴퓨터의 메모리의 전체를 볼 수 있도록 프로그램의 접속을 허용하며, 이로 인해서 전체 컴퓨터의 내용에 접근할 수 있다. 멜트다운은 CVE-2017-5754로 등재되어 있다.

## 영향
연구자들에 따르면 1995년 이후 비순차적 명령어 처리(Out-of-order Execution) 기술을 악용한 보안 취약점이다. 이를 적용한 전 인텔 아키텍처에 영향이 있다고 설명하고 있다 (인텔 아이테니엄과 2013년 이전에 나온 인텔 아톰은 예외이다.)
또한 이 보안 취약점은 아마존 웹 서비스(AWS), 구글 클라우드 플랫폼 같은 주요 클라우드 서비스 제공자들에게 큰 영향을 미치고 있다. 왜냐면 클라우드 플랫폼의 경우 동일한 물리적 서버에서 돌리고, 가상화로 보호되지만, 멜트다운은 이런 보안을 부수고 다른 프로그램을 볼 수 있기 때문이다.

## 패치
마이크로소프트는 2018년 1월 3일 윈도우 10에서 이 문제를 해결하는 긴급 업데이트를 배포했으며, 다른 윈도우 버전을 지원하는 경우 MS의 주기적인 패치 날짜에 업데이트 될 예정이다. 리눅스 커널의 경우 개발자가 커널페이지 테이블 격리라는 이름의 패치를 냈으며, 4.15에 릴리즈 될 예정이다. 4.14.11 커널에서는 백포트되어 있다. macOS의 경우 10.13.2에서 패치가 되어 있다. 몇몇 경우, 이 수정사항이 30%의 성능 감소를 보인다고 하며,Phoronix 측은 리눅스 게임 퍼포먼스에선 영향이 없다고 발표했다.

## 같이 보기
- 스펙터 (버그) – 인텔, AMD, ARM에 영향을 미치는 보안 취약점으로, KPTI에 포함되지 않았다
- 인텔 관리 엔진